# ドラコモン
ドラコモンはデジタルモンスターシリーズに登場する架空の生命体・デジタルモンスターの一種。

## 概要
元々はデジタルモンスター誕生10周年記念にデザインされ、その後デジモンバトルターミナルやデジモンチャンピオンシップに登場した。しかし、全体ではほとんど扱われないため、謎の多いデジモンでもある。

## 特徴
すべてのドラモンタイプの始祖とされる純潔な竜型デジモンであり、最も古い存在の一つ。その身体能力は成長期の中ではトップクラスである。全身の鱗には一枚だけ“逆鱗”と呼ばれる箇所が在り、そこに触れられると意識を失うほどに怒り狂う。光るものを収集するクセがあり、特に金属や宝石類には異常な執着心を見せる。
X-進化を果たした個体は翼がより大きく発達し、短時間であれば飛行することが出来るようになっている。加えて翼の位置が背中から腕に変わったことでその使い方も変化、翼を振り回して強い風を起こし、口からのブレスをそれに乗せてさらに広範囲を攻撃できる。体の強化に伴って体温も急上昇しており、その熱は頭部の角から放出しているため、その角は成長期デジモンのレベルを遙かに超えた強力な武器でもあるという。
- 世代/成長期
- タイプ/竜型
- 属性/データ
- 必殺技/ベビーブレス、テイルスマッシュ、ジ・シュルネン、スマッシュホーン

## 進化
ドラコモンは二通りの進化に分かれる。成熟期では色が違う程度だが完全体から違いが激しくなる。

### 成熟期
コアドラモン（青）
山岳地帯に生息するドラコモンが、希少な宝石である「ブルーディアマンテ」を多量に摂取したことで進化したと推測されているデジモン。背中の翼が発達しており、高速に移動することが出来る。
- 世代/成熟期
- タイプ/竜型
- 属性/ワクチン
- 必殺技/ブルーフレアブレス、ジ・シュルネン・II

コアドラモン（緑）
（青）とは異なり森林に生息するドラコモンが、希少な宝石である「グリーンマカライト」を多量に摂取したことで進化したと推測されているデジモン。こちらは脚力が発達している。
- 世代/成熟期
- タイプ/竜型
- 属性/ウイルス
- 必殺技/グリーンフレアブレス、ジ・シュルネン・II

なお、コアドラモンは竜因子のデータの割合が100%という“純潔デジモン”である。

### 完全体
ウイングドラモン
コアドラモン（青）が進化したデジモン。大きく発達した翼の鱗は重力を遮断することが出来るため、羽ばたくことなく高速で飛行することが可能。その速度はマッハ20に達する上に、移動しただけで「ウイングブラスト」と呼ばれる強烈な衝撃波を発生させる。滅多に地上に降りてこない。
- 世代/完全体
- タイプ/天竜型
- 属性/ワクチン
- 必殺技/ブレイスソニックブレス、エクスブロードソニックランス

グラウンドラモン
コアドラモン（緑）が進化したデジモン。背中の翼は巨大な腕に変化しているため、効率良く地面を掘り進むことが可能。特に希少とされるファンロン鉱の鉱脈に好んで生息しているとされる。非常に凶暴であり遭遇した者はほとんどが命を落としているため、その生態は謎に包まれている。
- 世代/完全体
- タイプ/地竜型
- 属性/ウイルス
- 必殺技/スクラップレスクロー、メガトンハマークラッシュ

### 究極体
スレイヤードラモン
ウイングドラモンが進化した姿であり、「四大竜の試練」を修了した者のみが到達できるといわれるデジモン。クロンデジゾイドで出来た鎧を身に纏い、伸縮自在の大剣「フラガラッハ」から独自の究極剣法「竜斬剣」を繰り出す。名実共に優れた実力者であり高貴な存在だが、その名前にslayer（殺戮者・殺人鬼）という言葉を含むなど僅かな矛盾も抱えている。
- 世代/究極体
- タイプ/竜人型
- 属性/ワクチン
- 必殺技/天竜斬破、昇竜斬破

ブレイクドラモン
グラウンドラモンが進化した姿であり、地上のすべてを破壊するためだけに存在する恐ろしくも悲しいデジモン。あらゆる建設重機のデータをハッキングし取り込んだことで驚異的な性能とパワーを誇るが、生体の部分がゼロに近いほど失われており意思や感情は無い。その身が朽ち果てるまで暴れ周り、break（壊す）の名の如く通った後には「何も」残らない。
- 世代/究極体
- タイプ/機竜型
- 属性/ウイルス
- 必殺技/デストロイドクラッシュ、インフィニティボーリング

## 登場人物としてのドラコモン
- 『デジモンクロスウォーズ』 - 第2期『悪のデスジェネラルと七つの王国』で蒼沼キリハ率いるブルーフレアの一員として活躍した。第1話（通算第31話）から登場。声優は浦和めぐみ（日本語版）、ジョニー・ヨング・ボッシュ（英語版）。一人称は当初は「おいら」だったが、後に「僕」で統一される。元はドラゴンランドのバグラ軍所属のデジモンだったが、嫌気がさして脱走し、追い詰められたところをタイキとシャウトモンに助けられる。建造物の弱点を見破る能力を持つ。また、逃走用のトンネルをドラゴンランドの地下に用意している。クロスハートのメンバーの救出時は、非力ながらも竜のプライドを持ってタイキたちに協力し、その姿を見たキリハの誇りを取り戻させた。その後、ドルビックモンを倒しドラゴンランドを解放した後はブルーフレアに加入した。第13話（通算第43話）ではデッカードラモンと共に裏切ったキリハを止めようとした。第24話（通算第54話、第2期最終話）の最終決戦ではサイバードラモンとデジクロスしサイバードラコモンになり、バグラ軍を相手に戦った。最終決戦後は描写は無いもののデジタルワールドに帰還した。

ちなみに声優は日本語版では女性が担当していたが、英語版では男性が担当している。また、日本語版で声を担当した浦和は第3期第12話（通算第66話）にて登場したカツジの息子であるマサルも担当している。
第1期第28話ではブレイクドラモンが登場。声優は福原耕平。バグラ軍のマタドゥルモンたちが作り上げた究極の破壊デジモンという設定で、デジタルワールドを分裂させた張本人とされている。スイーツゾーンのデジモンたちから奪ったデータを注入されて再起動し、体内にはキュートモンの両親を捕らえていた。そのため、シャウトモンX5も攻撃の手が緩んだが、タイキとスパーダモンによってキュートモンの両親が救出されると形勢は逆転し、マタドゥルモンと共に倒される。
なお、本作品では両者は別個体である。

## 関連
ロイヤルナイツのエグザモンと、スレイヤードラモン・ブレイクドラモンはなんらかの関係があるとされているが、媒体によって情報が異なるためはっきりしたことはわかっていない。